# Kebnekaise
Kebnekaise (dalla lingua dei Sami Giebmegáisi o Giebnegáisi) è la più alta montagna della Svezia. Il massiccio, che fa parte delle montagne scandinave, ha due cime. Quella nella parte sud, quella ghiacciata, è la più alta, 2103 m s.l.m. (sopra il livello del mare). La cima a nord (2097 m s.l.m.), non è coperta da ghiacci. Il Kebnekaise si trova in Lapponia, circa 150 chilometri a nord del circolo polare artico e ad ovest del centro abitato di Kiruna, dove passa la linea ferroviaria che termina a Narvik.
Ai piedi della montagna si trova un accampamento. È il punto di partenza per la salita da ovest (västra leden, circa 13 km). Questa via porta direttamente alla zona del ghiacciaio. La salita da est invece è più impegnativa, ma anche ben equipaggiata per chi vuole risalirla, tra ghiacci e pietre (via ferrata).
Non vi sono montagne europee più alte del Kebnekaise a nord di esso. Dalla cima si possono vedere sia Svezia che Norvegia. Si dice che dalla cima si possa vedere il 9% della superficie svedese, cioè più di 40000 km², circa la superficie dei Paesi Bassi.